# Dionís Escorsa i Cruells
Dionís Escorsa i Cruells, né à Sant Feliu de Codines le 12 octobre 1840 et mort le 7 juillet 1900 à Barcelone, est un homme d'affaires espagnol.

## Biographie
Fils de Josep Escorsa i Cirerol, né à Cabrera de Mar, et de Teresa Cruells i Corderes, née à Sant Feliu de Codines, il commence sa carrière très jeune dans la métallurgie. Il est technicien de l'atelier de la Fonderie Plana, Codina i Bertran.
En 1876, il s'établit à Barcelone. Il  fonde avec Josep Plana i Anguera et Sebastià Agustí i Vilardebò une fonderie en fer, Plana, Agustí y Escorsa, qui devient la deuxième fonderie en acier espagnole. L'usine se situe dans le carrer de la Creu Coberta, dans le quartier de Sant Antoni.
Il décède le 7 juillet 1900 à Barcelone.

## Postérité
Les colonnes métalliques du panoptique de la prison Model de Barcelone, inaugurée en 1904, proviennent de l'usine. La fonderie s'installe en 1920 dans le quartier de Santa Eulàlia de l'Hospitalet de Llobregat.[réf. nécessaire]
En 1958, l'usine dispose de trois fours électriques et produit chaque année 3000 tonnes de métal. Elle ferme définitivement, malgré tout, en 1966.
Il est l'aïeul du musicien Armand de Fluvià i Vendrell et de l'écrivain Armand de Fluvià.